# Ferret Music
Ferret Music é um selo de gravação independente, fundado em 1996 por Carl Severson e Paul Conroy, baseado em Nova Jersey. A Ferret recentemente criou um selo chamado New Weathermen Records.
A Warner Music Group possui domínio sobre parte da gravadora sob um contrato vigente desde 2006.
Em 12 de setembro de 2007, Ferret juntou forças com um crescente selo de metal/hard-core chamado Siege Of Amida Records, também conhecida como S.O.A.R., tendo esta desempenhado a parte de A&R dentro da gravadora.

## Artistas
- 36 Crazyfists
- Blood Has Been Shed
- Boys Night Out
- Chimaira
- Foxy Shazam
- Full Blown Chaos
- Hellmouth
- I Am Abomination
- Ice Nine Kills
- Knights Of The Abyss
- LoveHateHero
- Madball
- Maylene and the Sons of Disaster
- Misery Signals
- Poison the Well
- Remembering Never
- Revolution Mother
- Shadows Fall
- Suicide Note
- Zao

## Artistas da S.O.A.R.
- Annotations of an Autopsy
- The Breathing Process
- Dead Beyond Buried
- Diskreet
- Forever Never
- Impending Doom
- Ingested
- The Irish Front
- Last House on the Left
- (The) Plasmarifle
- Postmortem Promises
- Shadow Law
- Traces
- Viatrophy

## Ex-artistas
- A Life Once Lost
- A Static Lullaby (Ativa, Fearless Records)
- All Chrome
- Burnt by the Sun (Ativa, Relapse Records)
- Blessthefall (Ativa, Fearless Records)
- Cataract (Ativa, Metal Blade Records)
- Dead Hearts (Inativa desde 2009)
- Disembodied
- Elysia (Inativa desde 2008)
- Eternal Lord (Inativa desde 2009)
- Every Time I Die (Ativa, Epitaph Records)
- For The Love Of...
- From Autumn To Ashes (Em "Hiato Indefinido" desde 2008)
- Funeral for a Friend (Ativa, Join Us)
- Gwen Stacy (Ativa,  Solid State Records)
- Heavy Heavy Low Low (Ativa, Twelve Gauge Records)
- In Flames (Ativa, Nuclear Blast)
- Johnny Truant (Inativa desde 2009)
- Killswitch Engage (Ativa, Roadrunner Records)
- Luddite Clone
- Ligeia (Inativa desde 2009)
- Lower Definition (Inativa desde 2009)
- Martyr A.D. (Inativa desde 2005)
- NORA (Ativa, Trustkill Records)
- Scarlet (Inativa)
- See You Next Tuesday("Hiato Indefinido" desde 2009)
- Skycamefalling (Inativa desde 2003)
- The Banner (Ativa)
- The Break
- The Bronx (Ativa, White Drugs)
- The Devil Wears Prada
- The Hottness (Inativa desde 2009)
- The Rise (Ativa, ReIgnition Records)
- Torn Apart
- Twelve Tribes (Inativa desde 2009)
- Underneath The Gun (Inativa desde 2009)
- xBishopx (Ativa, Dead Truth Recordings)

## Ex-artistas da  S.O.A.R
- Chaos Blood (Inativa desde 2009)
- Glamour of the Kill (Ativa, Visible Noise)
- Knights of the Abyss (Ativa, Ferret Music)
- Rose Funeral (Ativa, Metal Blade Records)
- Whitechapel (Ativa, Metal Blade Records)